# Dipartimento delle Alpi Apuane
Il dipartimento delle Alpi Apuane fu un dipartimento della Repubblica Cisalpina dal 1797 al 1798, esteso sul vecchio Ducato di Massa.

## Storia
Il 30 giugno 1796 una colonna dell'esercito di Napoleone scese a Massa dal già arresosi Ducato di Parma attraverso il passo della Cisa, e fomentò lo scoppio della rivoluzione giacobina nel piccolo e indifeso ducato di Maria Beatrice d'Este, da anni trasferitasi alla corte di Vienna. Abolita la monarchia, il 30 gennaio i delegati giunti a Modena proclamarono l'annessione alla Repubblica Cispadana come dipartimento di Luni. Con l'unione dello Stato alla Repubblica Cisalpina l'8 luglio, in base alla Costituzione la provincia cambiò nome in Dipartimento delle Alpi Apuane.
L'anno successivo, il colpo di Stato conservatore dell'esercito francese orfano del generale Bonaparte partito per l'Egitto, ridusse il numero delle province in nome dei risparmi bellici, e Massa fu unita a Reggio Emilia nell'ingrandito dipartimento del Crostolo, mentre i comuni della Garfagnana passarono al dipartimento del Panaro.

## Distretti
1. Comune di Massa[3]
2. Comune di Carrara
3. Distretto di Fosdinovo
4. Distretto di Aulla
5. Distretto di Filetto
6. Distretto di Tresana
7. Distretto di Trassilico
8. Distretto di Castelnuovo
9. Distretto di Pieve Fosciana
10. Distretto di Camporgiano
11. Distretto di San Romano